# Oconto (hrabstwo Oconto)
Oconto – miasto w Stanach Zjednoczonych, w stanie Wisconsin, w hrabstwie Oconto.